# Ariana Sánchez
Ariana Sánchez Fallada (Reus, 19 de julio de 1997), conocida como Ari Sánchez, es una jugadora profesional de pádel española. Actualmente ocupa la 1.ª posición en el ranking de Premier Padel y juega en el revés junto a Paula Josemaría. Ambas forman la mejor pareja de pádel del mundo.
Ariana ha finalizado el año como número 1 en dos ocasiones: 2023 y 2024. Ya había ocupado la primera posición del ranking durante 2022 y 2021, pero finalizó ambas ediciones de WPT como número 3 (pareja 2 con Paula).

## Carrera deportiva
Antes de llegar al World Padel Tour, Ariana Sánchez, tuvo de pareja deportiva a Marta Ortega como amateurs.
En 2016 comenzó su eclosión en el World Padel Tour, año en el que jugó con Tamara Icardo desde principio de temporada hasta mitad de temporada, cuando, de nuevo, Marta Ortega se convirtió en su nueva pareja deportiva, esta vez de manera profesional.
En este 2016 también jugó con Paula Eyheraguibel en los torneos de la Federación Catalana.
En 2017 lograron sus primeros grandes resultados juntas al ganar el Open de Cantabria de 2017, el primer torneo de la temporada, al vencer en la final a Elisabeth Amatriaín y Patricia Llaguno por 6-4 y 7-6 en la final.
Durante la temporada fueron una de las parejas más duras de vencer del circuito, pero no consiguieron volver a pisar una final hasta el Master Final, donde cayeron derrotadas ante Mapi y Majo Sánchez Alayeto por 7-5 y 7-5.
En 2018 continuaron como pareja, siendo asiduas en semifinales durante la temporada, cayendo en siete semifinales durante la misma. Alcanzaron la final en el Master de Valencia y en el Granada Open, cayendo derrotadas en ambas finales.
A final de temporada se separaron como pareja, convirtiéndose Alejandra Salazar en su nueva compañera deportiva para 2019. Junto a Alejandra Salazar logró cinco títulos del WPT en 2019, convirtiéndose, ambas, en la segunda mejor pareja del ranking, por detrás de la formada por Marta Marrero y Marta Ortega.
En 2021 formó pareja deportiva con Paula Josemaría. Aunque no partieron como una de las parejas favoritas del circuito, fueron obteniendo grandes resultados y han conquistado varios open y master.

## Palmarés
- Open de Santander 2017, junto a Marta Ortega.
- Open de Alicante 2019, junto a Alejandra Salazar.
- Open de Jaén 2019, junto a Alejandra Salazar.
- Máster de Valladolid 2019, junto a Alejandra Salazar.
- Open de Mijas 2019, junto a Alejandra Salazar.
- Máster Final 2019, junto a Alejandra Salazar.
- Valencia Open 2020, junto a Alejandra Salazar.
- Menorca Open 2020, junto a Alejandra Salazar.
- Open de Madrid 2021, junto a Paula Josemaría.
- Marbella Máster 2021, junto a Paula Josemaría.
- Las Rozas Open 2021, junto a Paula Josemaría.
- Cascais Master 2021, junto a Paula Josemaría;
- Areco Malmö Padel Open 2021, junto a Paula Josemaría;
- Campeonato Mundial de Pádel de 2021 con la selección femenina española de pádel;
- Final Master Madrid 2021 junto a Paula Josemaría;
- Vigo Open 2022, junto a Paula Josemaría;
- Marbella Master 2022, junto a Paula Josemaría;
- Austria Open 2022, junto a Paula Josemaría;
- Málaga Open 2022, junto a Paula Josemaría;
- Cascais Open 2022, junto a Paula Josemaría;
- Estocolmo Open 2022, junto a Paula Josemaría;
- Madrid Master 2022, junto a Paula Josemaría;
- Campeonato Mundial de Pádel de 2022;
- Abu Dhabi Master 2023, junto a Paula Josemaría;
- Reus Open500 2023, junto a Paula Josemaría;
- Granada Open 2023, junto a Paula Josemaría;
- Bruselas Open 2023, junto a Paula Josemaría;
- Vigo Open 2023, junto a Paula Josemaría;
- Vienna Open 2023, junto a Paula Josemaría;
- Marbella Master 2023, junto a Paula Josemaría;
- French Open 2023, junto a Paula Josemaría;
- València Open 2023, junto a Paula Josemaría.
- Madrid Master 2023, junto a Paula Josemaría.
- Germany Open 2023, junto a Paula Josemaría.
- Amsterdam Open 2023, junto a Paula Josemaría.
- Menorca Open 2023, junto a Paula Josemaría.
- Riyadh Season P1 2024, junto a Paula Josemaría.
- Qatar Major 2024, junto a Paula Josemaría.
- Mar de Plata P1 2024, junto a Paula Josemaría.
- Roma Major 2024, junto a Paula Josemaría.
- Málaga P1 2024, junto a Paula Josemaría.
- Finland P2 2024, junto a Paula Josemaría.
- Rotterdam P1 2024, junto a Paula Josemaría.
- Paris Major 2024, junto a Paula Josemaría.
- Kuwait P1 2024, junto a Paula Josemaría.[5]
- Barcelona Premier Padel Finals 2024, junto a Paula Josemaría.